# ألان براون (مخرج)
ألان براون (بالإنجليزية: Alan Brown)‏ هو كاتب سيناريو ومخرج أمريكي، ولد في 1950 في بنسيلفانيا في الولايات المتحدة.

## وصلات خارجية
- ألان براون على موقع IMDb (الإنجليزية)
- ألان براون على موقع ألو سيني (الفرنسية)
- ألان براون على موقع أول موفي (الإنجليزية)
- ألان براون على موقع قاعدة بيانات الفيلم (الإنجليزية)
- ألان براون على موقع كينوبويسك (الروسية)